# 萌えぎ野中央
萌えぎ野中央（もえぎのちゅうおう）は北海道江別市の町丁。郵便番号は067-0058。人口は712人、世帯数は290世帯（2023年12月1日現在）。丁目の設定のない単独町名である。住居表示は全域で未実施。

## 地理
江別市中心部から東に約1.5km、千歳川の対岸に位置する。西を朝日町と、東を江別太と、北を萌えぎ野西と、南を萌えぎ野東と接する。北の境界には南大通、南の境界には越後村通りが通っている。隣接する江別太土地区画整理事業の完了地区から都市化の影響を受け、1992年（平成4年）から2003年（平成15年）にかけて、都市計画道路である南大通を基幹として住宅地整備が行われた。なお、江別市立江陽中学校については土地区画整理事業以前から校地を構えていたため、土地区画整理事業外である。
全域が市街化区域に指定されている。萌えぎ野西や萌えぎ野東とともに札幌圏都市計画の地区計画としては東江別地区にあたり、都市計画法上の用途地域では低層一般住宅地区（第一種低層住居専用地域）、利便施設地区（準住居地域）、文教施設地区（第一種中高層住居専用地域）に分類される。
- 池：東江別3号調整池・東江別2号調整池[7]

## 歴史
もともとは江別太の農地であり、田、畑、牧草地等として土地利用されていたが、東江別土地区画整理事業により造成が進み、2003年（平成15年）に換地処分が行われ誕生した。萌えぎ野全体での土地区画整理事業の総事業費は45億7,516万1000円だった。

### 年表
- 1983年（昭和58年）4月 - 江別市立江陽中学校が萌えぎ野中央（当時は江別太）に開校する[13]。
- 1992年（平成4年）
  - 6月30日 - 道知事により土地区画整理事業の組合設立許可申請が下りる[8]。
  - 7月7日 - 組合設立許可が公告され、東江別土地区画整理事業が設立される[8]。
- 2003年（平成15年）
  - 2月7日 - 換地処分の公告が行われる[8]。
  - 2月8日 - 換地処分の効力が生じ、同時に土地区画整理事業外の隣接地の町名変更も行われ、萌えぎ野中央が誕生する[12]。

### 町名の変遷
町名の変遷は以下の通りとなる。
| 実施後       | 実施年月日   | 実施前（各町名ともその一部） |
| ------------ | ------------ | ---------------------------- |
| 萌えぎ野中央 | 2003年2月8日 | 江別太                       |

## 世帯数と人口
2023年（令和5年）12月1日現在の世帯数と人口は以下の通りとなる。
| 町丁         | 世帯    | 人口  |
| 萌えぎ野中央 | 290世帯 | 712人 |
| 計           | 290世帯 | 712人 |

## 小・中学校の学区
小・中学校の学区は以下の通りとなる。
| 町丁         | 字・番地 | 小学校       | 中学校     |
| ------------ | -------- | ------------ | ---------- |
| 萌えぎ野中央 | 全域     | 江別太小学校 | 江陽中学校 |

## 施設

### 企業・店舗
- よねざわ歯科クリニック（萌えぎ野中央2-1）

### 公共
- 江別市立江陽中学校（萌えぎ野中央10-2）

## 交通

### 鉄道
- 地区内に鉄道は通っていない。最寄り駅は■函館本線の江別駅。

### バス
- 地区内に路線バスやコミュニティバス、廃止代替バスは通っていない。

### 道路

#### 一般国道
- 地区内に一般国道は通っていない。

#### 一般道道
- 地区内に一般道道は通っていない。

#### 都市計画道路
- 3･3･304 南大通（江別太南通り）[7][15]